# Villameá (Puente Nuevo)
Villameá (llamada oficialmente San Vicente de Vilameá) es una parroquia y una aldea española del municipio de Puente Nuevo, en la provincia de Lugo, Galicia.

## Otras denominaciones
La parroquia también es conocida por el nombre de San Vicente de Villamea.

## Organización territorial
La parroquia está formada por cuatro entidades de población:
- Liñeiras
- Santalla
- Villameá (Vilameá)
- Xinzo

## Demografía

### Parroquia
| Gráfica de evolución demográfica de Villameá (parroquia) entre 2000 y 2020 |
|                                                                            |
| Datos según el nomenclátor publicado por el INE.                           |

### Aldea
| Gráfica de evolución demográfica de Villameá (aldea) entre 2000 y 2020 |
|                                                                        |
| Datos según el nomenclátor publicado por el INE.                       |